# Courcelles-la-Forêt
Courcelles-la-Forêt är en kommun i departementet Sarthe i regionen Pays de la Loire i nordvästra Frankrike. Kommunen ligger i kantonen Malicorne-sur-Sarthe som tillhör arrondissementet La Flèche. År 2022 hade Courcelles-la-Forêt 403 invånare.

## Befolkningsutveckling
Antalet invånare i kommunen Courcelles-la-Forêt
| Referens: INSEE |